# Samantha Brincat
Samantha Maree Brincat (ur. 13 listopada 1979 w Sydney) – australijsko-maltańska koszykarka, występująca na pozycji niskiej skrzydłowej, reprezentantka Malty.

## Osiągnięcia
Na podstawie, o ile nie zaznaczono inaczej.

### Drużynowe
- Mistrzyni:
  - Malty (2013, 2018)[4][5]
  - turnieju:
    - MBA Shield (2022)[6]
    - Knock Out (2022)[6]
- Wicemistrzyni Malty (2019, 2022)[7][6]
- Finalistka:
  - Superpucharu Malty (2011/2012, 2013/2014)[8]
  - turnieju:
    - BOV KO (2012)
    - Knock Out (2021)[9]
    - St. James Hospital Knock-out (2015)[10]
    - St.James Hospital Shield (2015)[10]

### Indywidualne
- (* – nagrody przyznane przez portal eurobasket.com)
- MVP:
  - sezonu ligi maltańskiej (2019)[11]
  - miesiąca ligi maltańskiej (październik 2019)[12]
- Skrzydłowa roku ligi maltańskiej (2014)*[8]
- Zaliczona do*:
  - I składu:
    - ligi maltańskiej (2014)[8]
    - zawodniczek krajowych ligi maltańskiej (2013, 2014)[4][8]

  - II składu ligi maltańskiej (2013)[4]

#### Seniorska
5x5
- Mistrzyni małych krajów Europy (2016)[13]
- Brązowa medalistka mistrzostw małych krajów Europy (2014, 2018)[14]
- Uczestniczka mistrzostw małych krajów Europy (2014, 2016, 2018, 2021 – 4. miejsce)[15]

3x3
- Uczestniczka:
  - mistrzostw Europy 3x3 (2022 – 26. miejsce)
  - kwalifikacji do mistrzostw Europy 3x3 (2022 – 4. miejsce)